# Nelson Ritsema
Nelson Ritsema, född 17 augusti 1994 i Amsterdam, är en nederländsk roddare.

## Karriär
I oktober 2020 vid EM i Poznań tog Ritsema guld tillsammans med Jan van der Bij, Boudewijn Röell och Sander de Graaf i fyra utan styrman. I juli 2021 tävlade Ritsema för Nederländerna vid OS i Tokyo, där han slutade på sjätte plats tillsammans med Jan van der Bij, Boudewijn Röell och Sander de Graaf i fyra utan styrman.
I maj 2023 vid EM i Bled tog Ritsema silver tillsammans med Guus Mollee, Olav Molenaar och Gert-Jan van Doorn i fyra utan styrman.